# Второ поколение езици за програмиране
Второ поколение езици за програмиране е термин, който обикновено се използва за някаква форма на асемблерни езици. За разлика от езиците от предходното поколение, кодът може, да се чете и пише, сравнително лесно от човек, но той трябва да бъде конвертиран (транслиран) до форма четима от машината, за да се изпълни на компютърната система. Процесът на конвертиране е просто съпоставяне на алсемблерния език към двоичния машинен код. Езикът е специфичен за отделна процесорна фамилия и среда. Тъй като езикът е основен за даден процесор има значителни предимства в скоростта, но се изискват повече усилия при програмирането и е трудно да се напишат големи програми.

## Съвременна употреба
Много съвременни компилатори (например тези произведени от компанията Microsoft) на езици от по-високо ниво (поколение) дават възможност за вмъкване на алемблерен код, с цел подобряване производителността на критични секции от код.
Виртуалните машини програмни езици от второ поколение за собствения си, платформено независим, код.
Код на асемблерен език е и резултата от дизасемблиране на програма, т.е. превеждането на изпълним файл към програмен код. Този род програми се използват при откриването на компютърни вируси.